# Шахбаз Ґерай, калга
Шахба́з Ґера́й (Шабас Гірей) (р.нар. невідомий — грудень 1699, Бесленеї, Кабарда) — кримський царевич із рода Ґераїв, син хана Селіма Ґерая, калга.
Командував кримськими військами у війнах з Річчю Посполитою (Битва під Устечком 1694, Битва під Львовом 1695). На початку правління свого брата Девлета був втягнутий у конфлікт із братами. Його було затверджено на посаді калги за наполяганням турецького султана та всупереч бажанню Девлета та нуреддин-султана Гази Ґерая, що підняв заколот, вважаючи, що як старший брат, титул калги повинен був дістати він.
Заколот Гази Ґерая було придушено, але Гази зумів організувати змову проти Шахбаза. Калга вирушив у Кабарду, з якою Крим хотів встановити дружні зв'язки. Але у грудні 1699 року в будинку кабардинського князя Тимур-Булата в Бесленеях Шахбаз був убитий. Це стало причиною війни Криму з Кабардою, що закінчилася повною поразкою Криму в 1708 році.